# Repente

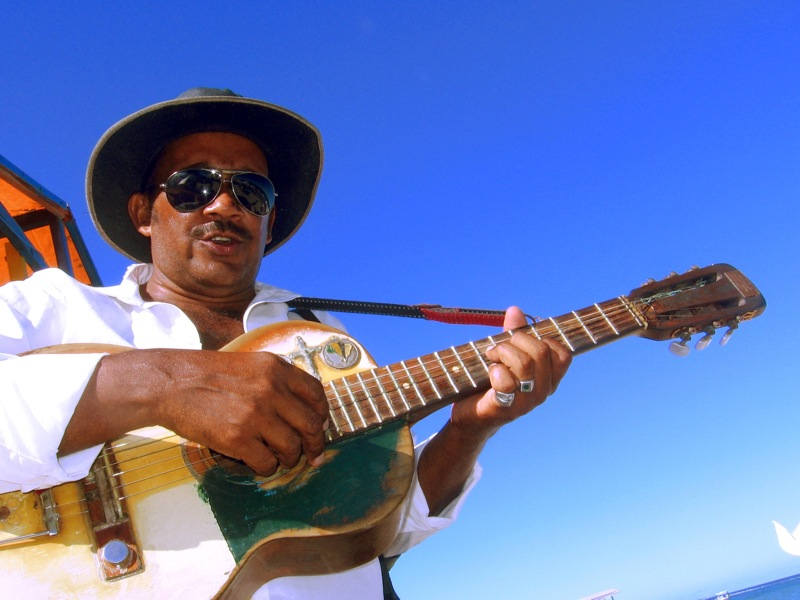
Repentista

Repente (conhecido também como Cantoria) é uma arte brasileira baseada no improviso cantado, alternado por dois cantores, daí o nome repente. O Repente na Cantoria de viola é desenvolvido por dois cantores acompanhados por violas (comumente a viola dinâmica de 10 cordas) na afinação nordestina. Especialmente forte no nordeste brasileiro, é baseado no canto alternado que se dá em forma de improviso poético – a criação de versos "de repente". A origem do repentista brasileiro tem suas raízes na divisa entre Paraíba e Pernambuco na região de Teixeira, na Paraíba e Rio Pajeú em Pernambuco no século XIX.

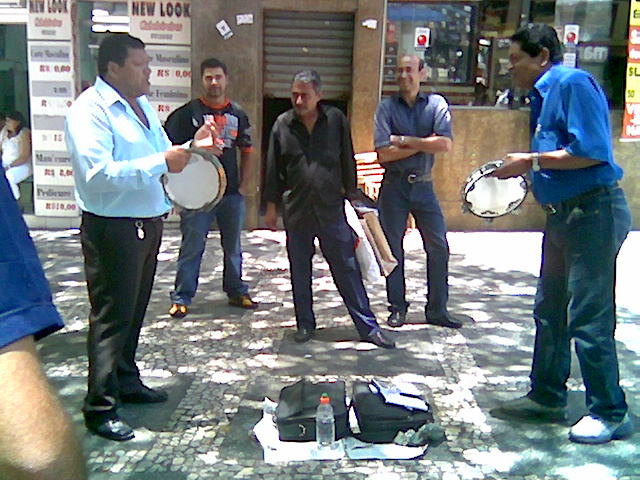
Desafio entre a dupla repentista Peneira & Sonhador

O repente possui diversos modelos de métrica, predominando os versos heptassílabos e decassílabos. A rima usada é a rima perfeita. Há dezenas de modalidades do repente, entre elas a sextilha, gabinete, o martelo agalopado e o galope à beira-mar.
Quando o instrumento usado é o pandeiro, o gênero artístico é denominado coco de embolada, o ritmo é mais rápido e não necessariamente deve predominar o improviso. A embolada mescla improvisos e estrofes preexistentes. Há também o aboio que pode ser improvisado, mas não obrigatoriamente, e a glosa, que é o improviso declamado. Todos esses gêneros artísticos nordestinos se baseiam em métrica, rima e oração poética. O extremo rigor quanto à métrica e à rima perfeita são característicos na Cantoria dos repentistas violeiros.
Há diversos outros gêneros artísticos brasileiros que usam em alguns momentos o improviso cantado, mas não se baseiam exclusivamente no improviso como é o caso do Repente ou Cantoria. Dentre eles o Calango, o Maracatu e o Rap.

## Repentismo no Sul

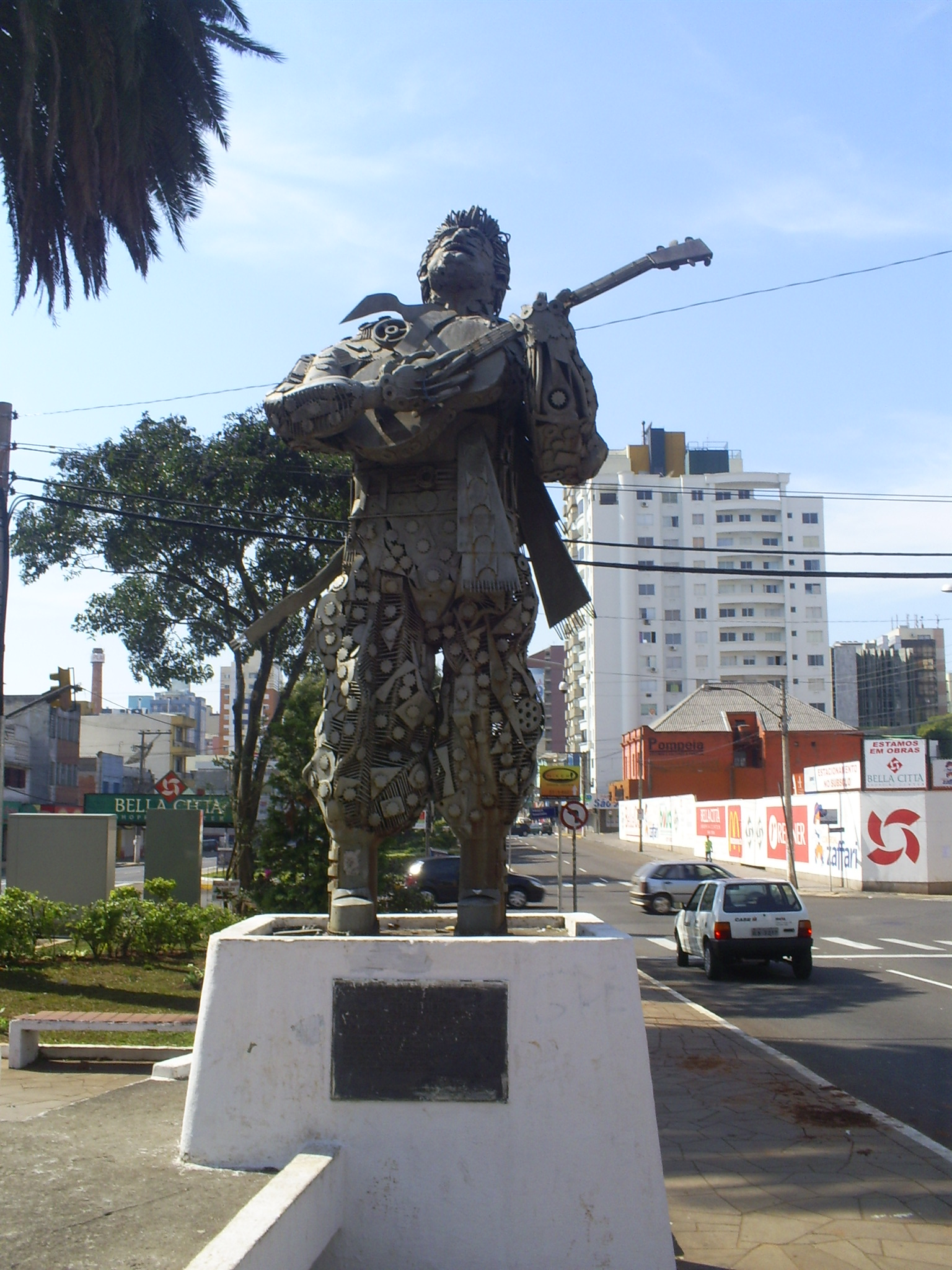
Estátua em homenagem a Teixeirinha, maior repentista do sul do Brasil

Caracteriza-se, além do improviso, pelo uso de dois instrumentos musicais: o violão e o acordeon, sendo que, no final, os trovadores acabam por fazer as "pazes". 
Nos anos 1960–80, essa variação folclórica foi muito popular na região sul do Brasil, onde era chamada de Trova, muito difundida por Teixeirinha & Ribeirinho que trovaram inúmeras vezes alegrando todo o povo brasileiro. 
A maior referência para os trovadores da atualidade, no Rio Grande do Sul, é Gildo de Freitas. 
Além da Trova, também existe no Rio Grande do Sul a pajada, cujo maior representante é Jayme Caetano Braun, seguido por Paulo de Freitas Mendonça e outros.
A Pajada é poesia oral improvisada em décima espinela (abbaaccddc) no estilo recitado e acompanhada de violão.
A trova é uma construção poética improvisada em sextilha. Suas rimas são abcbdb e seus versos são cantados ao acompanhamento de acordeon.

## Diferença entre Cordel e Repente
A diferença entre cordel e repente é que o cordel é a poesia popular que se caracterizou como tal pelo fato de ser publicada em folhetos, enquanto o repente é a poesia feita pelos cantadores, os quais geralmente recebem da plateia um tema, chamado MOTE, e o desenvolvem na hora. Também é muito comum os repentistas fazerem desafios, nos quais cada um exalta suas qualidades e depreciam o "adversário".